# Єспер Стремблад
Єспер Стремблад (швед. Jesper Strömblad) (28 листопада 1972) — засновник і гітарист шведського мелодік дез-метал гурту In Flames.